# Lycée Carnot
Lycée Carnot (česky Carnotovo lyceum, dříve též Lycée Royal de Dijon) je významná veřejná francouzská střední škola sídlící v Dijonu. Byla založena v roce 1802, o rok později na ni nastoupili první studenti. Rozkvět škola zažívala za krále Ludvíka Filipa i za druhého císařství, kdy začala studenty připravovat na bakalářské zkoušky. Ve společenském prostředí Dijonu bylo lyceum začleněno do systému místní Akademie v čele s univerzitou, uznávanou ve Francii za jednu z nejlepších. V současné době na lyceu studuje okolo 1000 studentů ve 32 třídách, studium trvá tři roky, je gymnaziálního typu a je zakončeno maturitou. Škola se pyšní sbírkou starobylých vědeckých přístrojů a historickým mobiliářem v původních učebnách.
Mezi francouzskými absolventy školy vynikli například dominikánský teolog Henri Lacordaire, stavitel Gustave Eiffel, filozof Maurice Blondel a politik Robert Poujade. Ten na škole později vyučoval, stejně jako dávno před ním spisovatel Henry Miller.

## Vztahy k českému prostředí

### Lycée Carnot a meziválečné Československo
Po vyhlášení Československa v roce 1918 se stalo jedním z center československo-francouzské spolupráce v oblasti školství. O tom, kdo stál u vzniku československé sekce na Carnotově lyceu, existují dvě verze. Jedna z nich připisuje zásluhy o vznik budoucímu prezidentovi Československé republiky Edvardu Benešovi, který v roce 1908 studoval na Dijonské univerzitě. Druhá verze říká, že při vzniku československé sekce sehrál významnou roli především úředník ministerstva školství Ferdinand Špíšek. Důležitou osobou, která se také zasloužila o možnost studia Čechoslováků ve Francii, byl historik Ernest Denis, který po vzoru jiných států, jež ve Francii už své středoškolské sekce měly, založil v Paříži Institut slovanských studií. Chystaný projekt na diplomatické úrovni zaštítil generál Pellé. Založení československé sekce nenarazilo na komplikace ani v Burgundsku, a tak brzy po podpisu dohody mezi Francií a Československem mohla do Dijonu odjet první skupina československých studentů, kteří získali stipendium. Přes nepříznivý politický vývoj koncem 30. let byl i v roce 1938 vypsán další konkurz na stipendia. Skupina nových studentů do Dijonu odjela šest týdnů po podepsání Mnichovské dohody. V červnu 1939 byla československá sekce v Dijonu a s ní i další sekce jiných francouzských městech zrušeny. Do protektorátu se vrátili jen někteří studenti a pracovníci z československé sekce. Část se jich rozhodla zůstat ve Francii. V meziválečném období na škole studovali například Václav Černý, Jiří Voskovec, Čestmír Císař nebo herec Raoul Schránil . 

#### Významní absolventi (1920–1939)

##### Jiří Voskovec
Jiří Voskovec odjel do Dijonu nedlouho po návratu svého otce z Ruska. Na lyceu studoval tři roky, v letech 1921 až 1924. Mezi jeho spolužáky patřil Václav Černý. O tom, jakým byl studentem, mnoho informací není. Je zřejmé, že přechod do nového prostředí nebyl jednoduchý. Po prvním ročníku, jak sám později napsal, "byl otrávený a nejistý". Kromě studia se Voskovec setkával se svým přítelem malířem Josefem Šímou. "Voskovec ho vodil po městě a těšil se z jeho přítomnosti. Nebo za ním jezdil do Paříže." S Šímovým přičiněním se seznámil s architektonicko-výtvarnou revue l'Esprit nouveau. Už za svých studií ve Francii začal prostřednictvím Devětsilu publikovat své básně, ovlivněné především futurismem. Jeho láska k divadlu se projevila už na lyceu. Během studií založil tradici, podle které studenti na Vánoce nejezdili domů, ale hráli kabaret. Jedna z kabaretních revue představovala Ramesse II., který se probudí a je konfrontován se současným světem. Ač Voskovcovy studijní začátky byly zřejmě nejednoduché, nakonec úspěšně odmaturoval a vrátil se do Čech, kde se rozhodl pro studium práv.

##### Václav Černý
Václav Černý pojednal tuto etapu svého života ze všech českých studentů lycea nejobšírněji, a to v prvním díle svých Pamětí. Ty jsou proto jedinečným pramenem poznání, který
| „                            | Francouzská střední škola kultivovala, česká cepovala. První šla na ruku především talentům, ba nadržovala jim, (...) ta druhá naopak šla nejvíc k duhu právě průměrnosti a podprůměrnosti. | “ |
| — Václav Černý v Pamětech I. | |   |

zachycuje život na lyceu a glosuje francouzské státní školství ve 20. letech. Vysvětluje komplikovaný systém výběru studijních cyklů (stejně jako Voskovec se rozhodl pro latinu a živé jazyky), všímá si klasifikace, rozdílného přístupu k žákům ze strany jednotlivých profesorů a srovnává francouzský a československý studijní systém ve prospěch prvního z obou. Přesto z jeho líčení vyplývá, že na škole panovala přísná, až vojenská disciplína. Po maturitní zkoušce, kterou skládal podle místních zvyklostí ve dvou částech (v červenci 1923 a v červnu 1924) se vrátil do Prahy studovat romanistiku a bohemistiku na FF UK. Jeho studium na Carnotově lyceu nepochybně přispělo k jeho suverénní orientaci ve francouzské kultuře a k jeho badatelským úspěchům na poli romanistiky.

##### Raoul Schránil
Raoul Schránil studoval tři roky na internátní střední škole v německém městě Niesky u Zhořelce (Görlitz), a když studia končila, poslal jej otec přímo z Nieskeho na radu svého přítele Jožky Davida, pozdějšího předsedy Národního shromáždění, studovat do Dijonu. Schránil uměl trochu francouzsky, což byla podmínka pro přijetí do Carnotova lycea. Využil období mezi koncem školního roku v Nieském (po Velikonocích) a zahájením školy v Dijonu (v září), ubytoval se ve studentské koleji, a aby jazyk dohnal, chodil na vyučování nejmladších žáků a jen poslouchal. Sedával v poslední lavicí, neboť byl nejvyšší. Vzpomínal také, jak se seznámil s dcerou místního pekaře, Suzanne, která mu pak byla milou a trpělivou učitelkou francouzštiny.
 Schránil nastoupil do lycea v roce, kdy jedni z prvních českých studentů Jiří Voskovec a Václav Černý úspěšně školu dokončili. Studenti měli příležitost o velikonočních nebo vánočních svátcích cestovat. Schránil vzpomínal na návštěvy Paříže, kde se spolužáky navštěvoval kavárny, výstavy a galerie. Také měl o jedněch velikonočních svátcích možnost navštívit se skupinou českých studentů a jejich českým učitelem Marseille a ostrov Korsiku. Na dijonský pobyt vzpomněl i o pár let později, když se při natáčení exteriérů do filmu Tvoje srdce inkognito (1936, rež. Svatopluk Innemann a Felix de la Cámara) vrátil do míst oblíbených z výletů ze studií – Monte Carla a Nice.
Studenti ve volných chvílích hráli často kopanou a Schránil patřil k nejlepším hráčům. Vzpomínal, jak po jednom turnaji ulehl vyčerpán se zápalem plic a teplotami přes 41 °C. Lékař mu naordinoval neobvyklý lék: šampaňské pro posilnění srdce. Lékař povolal k lůžku telegraficky i jeho otce, který se vydal do Dijonu vlakem, stav pacienta se pak radikálně zlepšil.
S Jiřím Voskovcem, který byl o pět let starší než Schránil a s nímž se v Dijonu míjel, se poprvé setkal při jedné oslavě Nového roku, kterou výjimečně prožil v Praze u rodičů v Mělnické ulici (jinak na Vánoce zůstával v Dijonu a věnoval se se spolužáky tradičním kabaretním představením). Strýc z matčiny strany malíř Václav Rabas pozval do společnosti i Voskovce a Wericha z nedaleké Malostranské besedy. Ze dvojice celý večer oči nespustil a jeho bratranec režisér Karel Anton Schránilovi o nich dále vyprávěl a později mu doporučil také zkusit divadlo.

##### Čestmír Císař
Také Čestmír Císař je autorem obsáhlých vzpomínek, ve kterých se vrací i do časů svých dijonských studií, jakkoli se těžiště jeho memoárů nalézá až v poválečném období. Přesto je jeho líčení studia na lyceu bohaté na fakta. Impulz k tomu, aby se Císař vypravil studovat do Francie, vyšel od jeho profesora francouzštiny Josefa Pelikána a rozhodnutí o úspěšném
| „                                        | Největší sympatie si u mě získal profesor dějepisu Jean Mairey, zapálený pedagog, mladý a plný elánu, který jako jediný z učitelského sboru se svými českými žáky navázal i osobní přátelské vztahy. | “ |
| — Čestmír Císař v knize Člověk a politik | |   |

 absolvování konkurzu zaslalo budoucímu politikovi ministerstvo školství v polovině srpna 1936 s výzvou k nástupu od září téhož roku. "Ovzduší v učebnách," evokuje Císař, "bylo stále nabito typickou francouzskou intelektualitou." Všímá si i politických postojů svých profesorů: "Nikdy nezapomenu, jak hněvivě reagoval (profesor dějepisu) Mairey na Mnichovský diktát. Odsuzoval Daladierovu vládu jako podílníky na nejpodleším spiknutí reakčních sil Evropy. (...) Neváhal nikdy projevit úctu a solidaritu s těžce zkoušeným a zrazeným Československem." Přestože se politická situace v Evropě zhoršovala, Císařovi se nakonec podařilo studium završit bakalářskými zkouškami na Dijonské univerzitě. Okupaci a válku prožil v Praze, kde se živil jako účetní v pojišťovně a poté pracoval u soukromé firmy.

### Lycée Carnot a české prostředí po roce 1945
O obnovení československé sekce se jednalo ještě před koncem války. Po jejím skončení byl 8. prosince 1945 podepsán dodatkový protokol k Prohlášení o vědeckých, literárních a školských stycích mezi Československem a Francií a československá sekce mohla obnovit svou činnost. Po únoru 1948 Československo tuto dohodu z prosince 1945 vypovědělo. Možnost studovat na Carnotově lyceu se tak pro Čechy a Slováky uzavřela na dalších dvacet let.

#### 1966–1973
V době politického uvolnění v polovině 60. let myšlenka na obnovení spolupráce znovu ožila. V roce 1965 během oficiální cesty do Francie navštívil Dijon Čestmír Císař, který v té době již byl ministrem školství a kultury. Tehdy se také v přátelském duchu setkal se svým profesorem Maireyem, který mezitím povýšil na státního tajemníka na ministerstvu vnitra. Díky Císařově aktivitě byla v červnu 1965 mezi oběma vládami podepsána Dohoda o vědecké a technické spolupráci a se zahájením školního roku 1966/67 přijeli do Dijonu noví studenti z Československa. Ani toto obnovení spolupráce ovšem nemělo dlouhého trvání. V době postupující normalizace po násilném ukončení pražského jara se možnost studia na lyceu rychle ztížila: v roce 1971 nebyl vypsán nový konkurz a poslední čeští a slovenští žáci ukončili studium v roce 1973. Mezitím ovšem stihl studium absolvovat romanista a spisovatel Václav Jamek, kterého ke zkouškám připravila jeho učitelka z Kladna Věra Štefanová-Joklová, nebo budoucí režisér Zdeněk Troška.

#### Po roce 1989
Politické změny po roce 1989 umožnily i obnovení středoškolské sekce na Carnotově lyceu, nyní však už jen české. Tak jako v 60. letech, i po sametové revoluci sehrála stěžejní roli aktivita někdejšího studenta školy Čestmíra Císaře, kterého v prosinci 1989 Václav Havel jmenoval velvyslancem se zvláštním posláním, mj. s úkolem obnovit kulturní spolupráci s Francií (Císař předtím zvažoval možnou prezidentskou kandidaturu, ale upustil od ní). Ve školním roce 1990/91 tak mohlo na škole zahájit studium několik českých studentů. Zásadní změnou oproti předchozím obdobím je umožnění studia dívkám. Výběrová řízení probíhají na MŠMT a vybraní studenti se stávají stipendisty Regionální rady Burgundska a francouzské vlády. Škola pro české studenty je i dnes internátní. Na víkendy pak chodí do francouzských rodin.

Profesor Černý studoval v Dijonu,
já hodně moudrosti
utopil v demižonu.
Profesor Černý studoval lyceum,
už to nedoženu,
natolik mám rozum.

Ivan Jirous, Magorovy labutí písně, 